# Resolutie 789 Veiligheidsraad Verenigde Naties
Resolutie 789 van de Veiligheidsraad van de Verenigde Naties werd op 25 november 1992 met unanimiteit aangenomen.

## Achtergrond
Nadat in 1964 geweld was uitgebroken tussen de Griekse- en Turkse bevolkingsgroep op Cyprus, stationeerden de VN de UNFICYP-vredesmacht op het eiland. Die macht werd sindsdien om het half jaar verlengd. 
In 1974 bezette Turkije het noorden van Cyprus na een Griekse poging tot staatsgreep. In 1983 werd dat noordelijke deel met Turkse steun van Cyprus afgescheurd. Midden 1990 begon het toetredingsproces van (Grieks-)Cyprus tot de Europese Unie, maar de EU erkende de Turkse Republiek Noord-Cyprus niet.

## Inhoud

### Waarnemingen
De Veiligheidsraad:
- overweegt het rapport van de Secretaris-Generaal over zijn werk in Cyprus;
- is tevreden dat alle kwesties in de ideeënset besproken werden en dat akkoorden bereikt werden;
- verwelkomt het akkoord om opnieuw bijeen te komen in maart 1993 om de ideeënset af te werken.

### Handelingen
De Veiligheidsraad bleef achter de ideeënset en de territoriale aanpassingen erin staan als basis voor een algemeen raamakkoord. Het huidige status quo was onaanvaardbaar en een akkoord moest er snel komen. Recente bijeenkomsten
hadden niet tot het gewenste resultaat geleid door standpunten van de Turks-Cyprioten. Zij werden aangemaand om zich in lijn te stellen met de ideeënset. Alle betrokkenen moesten op volgende manieren
bijdragen aan een vertrouwelijke sfeer:
- Het aantal buitenlandse troepen sterk verminderen.
- De militaire autoriteiten moesten samenwerken met de VN-vredesmacht zodat alle smalle delen van de VN-Bufferzone konden worden ontmand.
- Het uitbreiden van de VN-zone met Varosha.
- Contact tussen beide gemeenschappen bevorderen door reisbeperkingen te verminderen.
- Het verminderen van reisbeperkingen voor buitenlanders.
- Het voorstellen van gemeenschappelijke projecten.
- Het houden van een volkstelling over heel Cyprus.
- Een studie inzake de verhuizing van mensen die betrokken zijn bij de territoriale aanpassingen.

## Verwante resoluties
- Resolutie 759 Veiligheidsraad Verenigde Naties
- Resolutie 774 Veiligheidsraad Verenigde Naties
- Resolutie 796 Veiligheidsraad Verenigde Naties
- Resolutie 831 Veiligheidsraad Verenigde Naties (1993)

Lijst ·  726 ·  727 ·  728 ·  729 ·  730 ·  731 ·  732 ·  733 ·  734 ·  735 ·  736 ·  737 ·  738 ·  739 ·  740 ·  741 ·  742 ·  743 ·  744 ·  745 ·  746 ·  747 ·  748 ·  749 ·  750 ·  751 ·  752 ·  753 ·  754 ·  755 ·  756 ·  757 ·  758 ·  759 ·  760 ·  761 ·  762 ·  763 ·  764 ·  765 ·  766 ·  767 ·  768 ·  769 ·  770 ·  771 ·  772 ·  773 ·  774 ·  775 ·  776 ·  777 ·  778 ·  779 ·  780 ·  781 ·  782 ·  783 ·  784 ·  785 ·  786 ·  787 ·  788 ·  789 ·  790 ·  791 ·  792 ·  793 ·  794 ·  795 ·  796 ·  797 ·  798 ·  799